# Hostýnské vrchy
{{geobox
| 1                      = Range

| name                   = Hostýnské vrchy
| native_name            = 
| other_name             = 
| category               = Bergskedja
| etymology              =

| image                  = 
| image_caption          =

| country                = Tjeckien
| country_flag           = true
| state                  = 
| region                 =

| range                  = 
| border                 = 
| part                   = 
| city                   = 
| landmark               = 
| river                  =

| highest                = 
| highest_location       = [[Humenec NE [Podkopná Lhota]]]
| highest_region         = 
| highest_country        = 
| highest_elevation      = 706
| highest_elevation_note = 
| highest_lat_d          = 49.32607
| highest_lat_m          = 
| highest_lat_s          = 
| highest_lat_NS         = 
| highest_long_d         = 17.83999
| highest_long_m         = 
| highest_long_s         = 
| highest_long_EW        = 
| lowest                 = 
| lowest_location        = 
| lowest_region          = 
| lowest_country         = 
| lowest_elevation       = 
| lowest_elevation_note  =

| length                 = 13
| length_orientation     = öst-västlig
| width                  = 
| width_orientation      = 
| area                   = 
| area_note              =

| geology                = 
| orogeny                = 
| period                 = 
| biome                  = 
| plant                  = 
| animal                 =

| free                   = 
| free_type              =

| map                    = Relief Map of Czech Republic.png
| map_caption            = Läge i Tjeckien
| footnotes              = 
| lat_d                  = 49.33333
| long_d                 = 17.83333
| elevation              = 638
| timezone_label         = Europe/Prague
| utc_offset             = +1
| utc_offset_DST         = +2
| timezone               = CET
| timezone_DST           = CEST
| geonames               = 3075033
| map_locator            = Tjeckien 
}}
Hostýnské vrchy är en bergskedja i Tjeckien. Den ligger i den östra delen av landet, 260 km öster om huvudstaden Prag.
Hostýnské vrchy sträcker sig 13,0 km i öst-västlig riktning. Den högsta toppen är [[Humenec NE [Podkopná Lhota]]], 706 meter över havet.
Topografiskt ingår följande toppar i Hostýnské vrchy:
- Chléviska
- Humenec
- [[Humenec NE [Držková]]]
- [[Humenec NE [Podkopná Lhota]]]
- Kopřivná
- Křížový